# Jeonnam Dragons
Der Jeonnam Dragons FC (bis Januar 2016 Chunnam Dragons FC) ist ein Fußballfranchise aus Gwangyang, Südkorea. Aktuell spielt das Franchise in der K League 2, der zweithöchsten Spielklasse Südkoreas.

## Geschichte

### Vorgeschichte
Bis Ende 1994 existierte kein Profiverein in der Jeonnam-Provinz. Da es auch bis zur Fußball-Weltmeisterschaft 2002 im eigenen Land auch keine konkreten Pläne gab, einen Profiverein in der Region zu gründen, entschied sich die POSCO-Niederlassung in Gwangyang die Gründung eines eigenen Profivereins konkret zu prüfen.

### Gründung

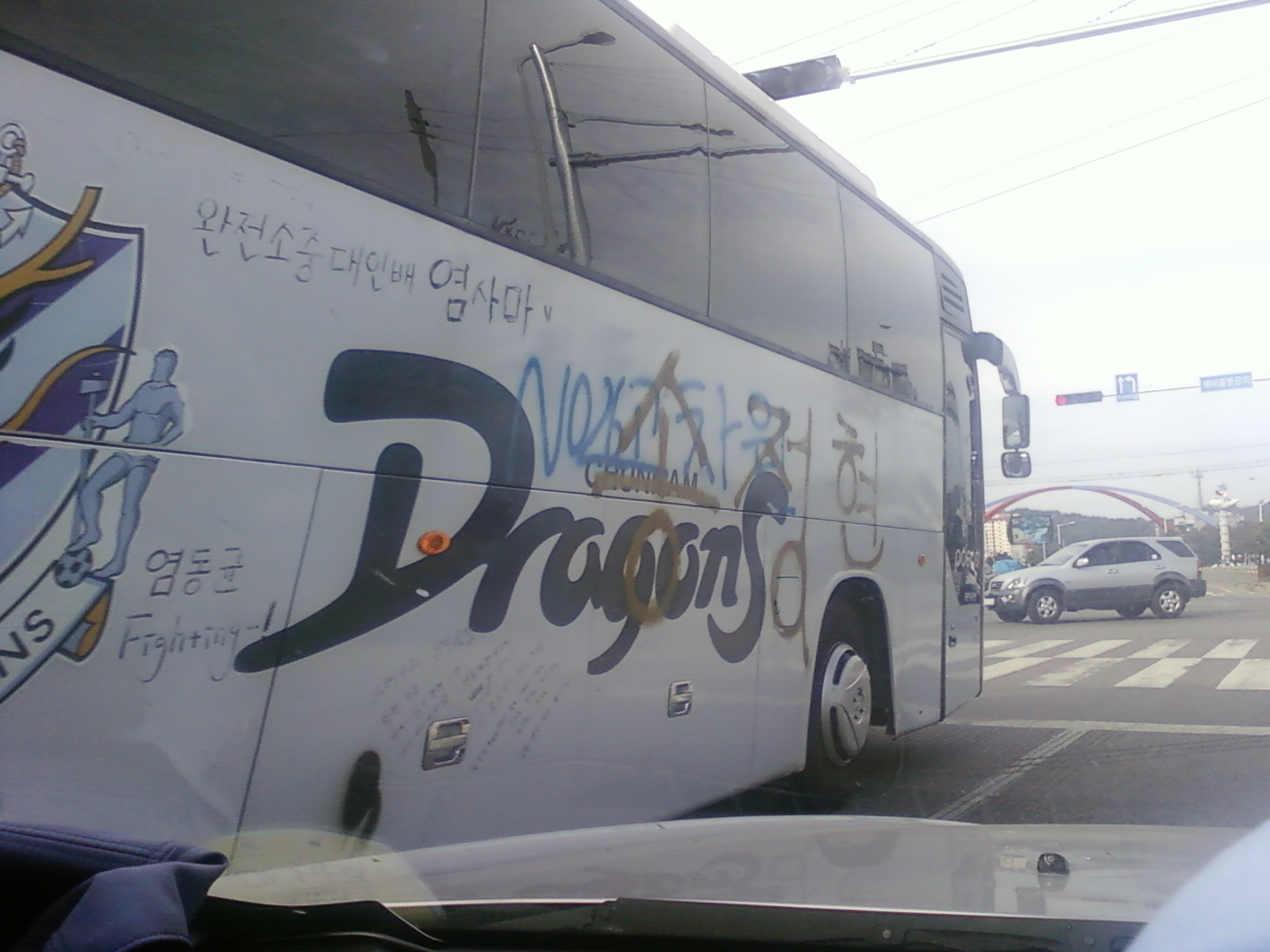
Mannschaftsbus des Vereins

1994 erklärte die POSCO-Niederlassung in Gwangyang dementsprechend, dass sie einen eigenen Profiverein in der Region gründen wollten. Dazu ließen sie über mehrere Monate eine Umfrage in der Bevölkerung bzgl. der Namensfindung durchführen, welche mit den Ergebnis endete, den Verein aufgrund seiner geografischen Lage in Chunnam (heute heißt die Region Jeollanam-do) Chunnam Dragons FC zu taufen. Nachdem es am Anfang noch Bedenken gab, ob die K League den Verein akzeptieren würde (der Firma POSCO gehörte zur damaligen Zeit schon der Verein Pohang Steelers), nahm die K League den Verein Ende 1994 als 8. Profiverein in die Liga auf. Die K League stellte allerdings die Bedingung, dass der Verein nur in der Liga antreten darf, wenn die Gwangyang-Niederlassung den Verein alleine führt bzw. kontrolliert und nicht die POSCO-Führung in Pohang die Kontrolle übernimmt.
Konkret wurde der Verein schlussendlich am 16. Dezember 1994 gegründet. Nach der offiziellen Gründung und den Beitritt in die K League stellte der Verein mit Jeong Byeong-tak seinen ersten Vereinstrainer vor.

### Spielzeiten 1995–2007
Der Verein verpflichtete für seine Premierensaison namhafte Spieler wie Park Chang-hyeon und Kim Bong-gil. Des Weiteren verpflichtete der Vereine junge talentierte Spieler wie Kim Tae-yeong und den nach Ende der Saison 1994 zum „Rookie des Jahres“ gekürten Spieler No Sang-rae.
Ihre Premierensaison beendeten sie auf Platz 6 in der Hin- und auf Platz 5 in der Rückrunde, auch im Ligapokal musste sich der Verein mit dem letzten Platz zufriedengeben und im Korean FA Cup erreichte man die 2. Runde. Die darauffolgende Ligaspielzeit verlief deutlich besser. Der Verein spielte bis zum Ende der Saison um Platz 1, musste sich aber am Ende mit Platz 2 und einem Punkt Rückstand zu den Pusan Daewoo Royals geschlagen geben. Im Pokal lief es noch besser. Man erreichte das Finale und empfing letztendlich Cheonan Ilhwa Chunma FC, welche man dank eines Tores in der 67. Spielminute von No Sang-rae bezwingen konnte und somit erstmals einen Titel in der Vereinsgeschichte gewinnen konnte. Auch im Ligapokal steigerte sich der Verein deutlich. Im Adidas-Cup errang der Verein den 2. Platz und im anschließend ausgetragenen Prospect-Cup Platz 3.
Im September 1998 wurde der Nachfolger von Jeong Byeong-tak, Huh Jung-moo, beurlaubt und mit Lee Hoe-taik ein neuer Trainer vorgestellt wurde. Der Verein beendete die Saison letztendlich auf einem 4. Platz. Im Pokal ging der Verein erstmals als Titelverteidiger ins Rennen. Im Halbfinale trafen sie erneut auf den Vorjahres-Halbfinalgegner Anyang LG Cheetahs und verloren mit 0:1.
Nachdem Lee Hoe-taik die Saison mit dem Verein enttäuschend beendet hatte, versuchte er mit der Mannschaft einen Neustart, indem er schlechte Spieler aus den Kader strich, aber neue hoffnungsvolle Spieler verpflichtete. So verpflichtete der Verein Choi Mun-sik und den Brasilianer César.
Der Verein durfte dank des Pokalgewinns 1997 erstmals international antreten. Im Asienpokal der Pokalsieger traf man im Finale auf den saudischen Verein Ittihad FC. Als Favorit gehandelt verlor man allerdings das Finalspiel durch ein Golden Goal in der 105. Spielminute mit 2:3. In den folgenden Jahren errang der Verein keine Titel mehr und schwankte in den Leistungen.
2004 wurde wieder eine erfolgreichere Spielzeit. In der Liga konnte sich der Verein bis auf Platz 4 hochkämpfen, wobei sie sogar nur 2 Punkte von Platz 2 trennten. Im Pokal konnte man sich wieder steigern. Im Finale traf man auf die Jeonbuk Hyundai Motors, die im Elfmeterschießen 3:0 die Oberhand behielten. Lee Hoe-taik verlängerte nach Ende der Spielzeit nicht mehr seinen Vertrag, als Nachfolger für ihn stellte man Lee Jang-su vor.
Unter Lee Jang-su´s Führung erreichte der Verein einen 2. Platz zum Abschluss der Rückrunde, weshalb man auch an den Meisterschaftsfinal-Spielen teilnehmen durfte. Im Halbfinale traf man auf die Suwon Samsung Bluewings, welchen man allerdings mit 0:1 unterlag und somit schon aus den Meisterschaftsfinale ausschied. Nach Ende der Saison wurde Lee Jang-su aufgrund seiner verpassten Ziele von seinen Aufgaben entbunden und stattdessen wurde Alttrainer Huh Jung-moo als neuer Trainer des Vereins vorgestellt. Erst 2006 konnte der Verein wieder Erfolge verzeichnen. Im Pokal-Finale traf man auf die Suwon Samsung Bluewings, die man mit 2:0 bezwang.
Die AFC Champions League, die asiatische Champions League, beendete man mit einem 2. Platz in der Gruppenphase auf Platz 2 und schied damit vorzeitig aus. Die Pokalsaison endete mit einem Sieg über die Pohang Steelers, weshalb sie den Pokal erstmals in der Vereinsgeschichte verteidigen konnten. Im Ligapokal konnte der Verein sich bis in das Viertelfinale vorkämpfen. Nach Ende der Saison verließ allerdings Huh Jung-moo erneut den Verein. Sein Nachfolger wurde Park Hang-seo.

### 2008 bis heute
In den Folgejahren wurden infolge ausbleibender Erfolge in den Jahren 2008 bis 2014 fünf weitere Trainer eingestellt und wieder entlassen. Erst No Sang-rae blieb von 2015 bis 2017, mit dem die Dragons 2015 wieder das Halbfinale im Pokal erreichen konnten. Trotzdem wurde nach Ende der Saison 2017 No Sang-rae durch Yu Sang-cheol ersetzt.  Am Ende der Saison stieg der Verein 2018 mit 8 Punkten Rückstand auf den Relegationsplatz in die K League 2 ab. Im Pokal  erreichte man trotzdem noch einmal das Halbfinale. Weitere Trainer folgten, jedoch ohne den Wiederaufstieg in die oberste Liga zu schaffen.

## Historie-Übersicht
| Saison | Liga | Liga  | K-League-Play-off   | FA Cup        | FA Cup        | Ligapokal                 | Ligapokal     | AFC Champions League | Trainer       | Trainer                                                              |
| Saison | Div. | Platz | K-League-Play-off   | Wettbewerb    | Platz         | Wettbewerb                | Platz         | AFC Champions League | Nr.           | Name                                                                 |
| ------ | ---- | ----- | ------------------- | ------------- | ------------- | ------------------------- | ------------- | -------------------- | ------------- | -------------------------------------------------------------------- |
| 1995   | 1    | 6.    | -                   | -             | -             | Adidas-Cup                | 8.            | Nicht Qualifiziert   | 1.            | Jeong Byeong-tak                                                     |
| 1996   | 1    | 7.    | -                   | Korean FA Cup | Viertelfinale | Adidas-Cup                | 9.            | Nicht Qualifiziert   | 1. 2.         | Jeong Byeong-tak (-05.96) Huh Jung-moo (06.96-)                      |
| 1997   | 1    | 2.    | -                   | Korean FA Cup | Gewinner      | Adidas-Cup                | 2.            | Nicht Qualifiziert   | 2.            | Huh Jung-moo                                                         |
| 1997   | 1    | 2.    | -                   | Korean FA Cup | Gewinner      | Prospect-Cup              | 3.            | Nicht Qualifiziert   | 2.            | Huh Jung-moo                                                         |
| 1998   | 1    | 4.    | -                   | Korean FA Cup | Halbfinalist  | Adidas-Cup                | Gruppenphase  | Nicht Qualifiziert   | 2. 3.         | Huh Jung-moo (-09.98) Lee Hoe-taik (09.98-)                          |
| 1998   | 1    | 4.    | -                   | Korean FA Cup | Halbfinalist  | Phillip-Morris-Cup        | 10.           | Nicht Qualifiziert   | 2. 3.         | Huh Jung-moo (-09.98) Lee Hoe-taik (09.98-)                          |
| 1999   | 1    | 4.    | -                   | Korean FA Cup | Viertelfinale | Adidas-Cup                | 3.            | Asienpokal: Finalist | 3.            | Lee Hoe-taik                                                         |
| 1999   | 1    | 4.    | -                   | Korean FA Cup | Viertelfinale | Südkoreanischer-Feuer-Cup | Gruppenphase  | Asienpokal: Finalist | 3.            | Lee Hoe-taik                                                         |
| 2000   | 1    | 7.    | -                   | Korean FA Cup | Achtelfinale  | Adidas-Cup                | 3.            | Nicht Qualifiziert   | 3.            | Lee Hoe-taik                                                         |
| 2000   | 1    | 7.    | -                   | Korean FA Cup | Achtelfinale  | Südkoreanischer-Feuer-Cup | 2.            | Nicht Qualifiziert   | 3.            | Lee Hoe-taik                                                         |
| 2001   | 1    | 8.    | -                   | Korean FA Cup | Achtelfinale  | Adidas-Cup                | Gruppenphase  | Nicht Qualifiziert   | 3.            | Lee Hoe-taik                                                         |
| 2002   | 1    | 5.    | -                   | Korean FA Cup | Viertelfinale | Adidas-Cup                | Gruppenphase  | Nicht Qualifiziert   | 3.            | Lee Hoe-taik                                                         |
| 2003   | 1    | 4.    | -                   | Korean FA Cup | Finalist      | -                         | -             | Nicht Qualifiziert   | 3.            | Lee Hoe-taik                                                         |
| 2004   | 1    | 4.    | -                   | Korean FA Cup | Viertelfinale | Samsung-Hauzen-Cup        | 6.            | Nicht Qualifiziert   | 4.            | Lee Jang-su                                                          |
| 2005   | 1    | 11.   | -                   | Korean FA Cup | Halbfinalist  | Samsung-Hauzen-Cup        | 9.            | Nicht Qualifiziert   | 5.            | Huh Jung-moo                                                         |
| 2006   | 1    | 6.    | -                   | Korean FA Cup | Gewinner      | Samsung-Hauzen-Cup        | 7.            | Nicht Qualifiziert   | 5.            | Huh Jung-moo                                                         |
| 2007   | 1    | 10.   | -                   | Korean FA Cup | Gewinner      | Samsung-Hauzen-Cup        | Viertelfinale | Gruppenphase         | 5.            | Huh Jung-moo                                                         |
| 2008   | 1    | 9.    | -                   | Korean FA Cup | Achtelfinale  | Samsung-Hauzen-Cup        | 2.            | Gruppenphase         | 6.            | Park Hang-seo                                                        |
| 2009   | 1    | 4.    | -                   | Korean FA Cup | Viertelfinale | Peace-Cup                 | Gruppenphase  | Nicht Qualifiziert   | 6.            | Park Hang-seo                                                        |
| 2010   | 1    | 10.   | -                   | Korean FA Cup | Halbfinale    | POSCO-Cup                 | Gruppenphase  | Nicht Qualifiziert   | 6.            | Park Hang-seo                                                        |
| 2011   | 1    | 7.    | -                   | Korean FA Cup | Viertelfinale | Rush-and-Cash-Cup         | Gruppenphase  | Nicht Qualifiziert   | 7.            | Jeong Hae-seong                                                      |
| 2012   | 1    | 11.   | -                   | Korean FA Cup | Achtelfinale  | -                         | -             | Nicht Qualifiziert   | 7. Interim 8. | Jeong Hae-seong (-08.12.) Yun Deok-yeo (08.12.) Ha Seok-ju (08.12.-) |
| 2013   | 1    | 10.   | -                   | Korean FA Cup | Achtelfinale  | -                         | -             | Nicht Qualifiziert   | 8.            | Ha Seok-ju                                                           |
| 2014   | 1    | 7.    | -                   | Korean FA Cup | 3. Hauptrunde | -                         | -             | Nicht Qualifiziert   | 8.            | Ha Seok-ju                                                           |
| 2015   | 1    | 9.    | -                   | Korean FA Cup | Halbfinalist  | -                         | -             | Nicht Qualifiziert   | 9.            | No Sang-rae                                                          |
| 2016   | 1    | 5.    | -                   | Korean FA Cup | Viertelfinale | -                         | -             | Nicht Qualifiziert   | 9. 10.        | No Sang-rae (-10.16.) Song Kyung-sub (10.16.-)                       |
| 2017   | 1    | 10.   | -                   | Korean FA Cup | Viertelfinale | -                         | -             | Nicht Qualifiziert   | 11.           | No Sang-rae                                                          |
| 2018   | 1    | 12.   | -                   | Korean FA Cup | Halbfinalist  | -                         | -             | Nicht Qualifiziert   | 12. Interim   | Yu Sang-cheol (-8.18.) Kim In-wan (08.18.-)                          |
| 2019   | 2    | 6.    | Nicht Qualifiziert  | Korean FA Cup | 3. Hauptrunde | -                         | -             | Nicht Qualifiziert   | 13. Interim   | Fabiano Soares (-27.07.) Jeon Kyeong-jun (27.07.-)                   |
| 2020   | 2    | 6.    | Nicht Qualifiziert  | Korean FA Cup | Achtelfinale  | -                         | -             | Nicht Qualifiziert   | 14.           | Jeon Kyeong-jun                                                      |
| 2021   | 2    | 4.    | Play-off-Halbfinale | Korean FA Cup | Gewinner      | -                         | -             | Nicht Qualifiziert   | 14.           | Jeon Kyeong-jun                                                      |
| 2022   | 2    |       |                     | Korean FA Cup | Achtelfinale  | -                         | -             | Nicht Qualifiziert   | 14. 15.       | Jeon Kyeong-jun (-06.22) Lee Jang-kwan (06.22. -)                    |

## Die zweite Mannschaft
Die zweite Mannschaft (umgangssprachlich und vereinsintern Jeonnam Dragons FC II) ist ebenfalls eine Profimannschaft und spielt seit 2000 in der südkoreanischen Reserveliga. Große Erfolge konnte man allerdings nie feiern in der Reserveliga.
Die 2. Mannschaft trat von 2000 bis 2011 regelmäßig in der R-League an. So wurde man z. B. in der Spielzeit 2008 ein guter Viertplatzierter. In der Spielzeit 2009 scheiterte man knapp an den Meisterschaftsspielen, da der Mannschaft nur 3 Punkte fehlten. 2010 erreichte die Mannschaft nur einen schlechten 6. Platz mit 8 Mannschaften in der Staffel. 2011 konnte man sich aber wieder steigern und man erreichte einen guten 4. Tabellenplatz, allerdings scheiterte man auch hier erneut an den Meisterschaftsspielen knapp. 2012 stellte man erstmals keine 2. Mannschaft für die R-League auf.
Auch nach der Neuaustragung der R-League 2016 trat man mit keiner 2. Mannschaft in dem Wettbewerb an. Erst 2018 trat der Verein erstmals wieder nach 2011 mit einer 2. Mannschaft in der Liga an und man beendete die Spielzeit auf einem guten 4. Platz. In der Regel wurden in der 2. Mannschaft die Spieler eingesetzt, die in der 1. Mannschaft nicht zum Zug kamen.
Die Heimspiele werden meist auf den Gwangyang-Testsportplatz ausgetragen.

## Trikot-Geschichte
Anmerkung: Zu den Spielzeiten vor 2007 gibt es keine gesicherten Informationen.
| Heim | Auswärts |  |

| Heim | Auswärts |  |

| Heim | Auswärts |  |

| Heim | Auswärts |  |

| Heim | Auswärts |  |

| Heim | Auswärts |  |

| Heim | Auswärts |  |

| Heim | Auswärts |  |

| Heim | Auswärts |  |

| Heim | Auswärts |  |

| Heim | Auswärts |  |

| Heim | Auswärts |  |

| Heim | Auswärts |  |

| Heim | Auswärts |  |

## Stadion
| Stadion | Name                     | Eigentümer      | Eröffnung | Nutzungszeitraum | Nutzungszeitraum |
| Stadion | Name                     | Eigentümer      | Eröffnung | Von              | Bis              |
| ------- | ------------------------ | --------------- | --------- | ---------------- | ---------------- |
|         | Gwangyang-Fußballstadion | Stadt Gwangyang | 1993      | 1995             | Bis jetzt        |

## Fanszene
Die Fanszene besteht aus verschiedenen aktiven Fangruppierungen. Die größte und bedeutendste Ultras-Gruppierung ist die Winner Dragons Supporter Club, kurz Winner Dragons S.C. Red. Gegründet wurde diese Gruppierung 1997. Die Gruppierung besteht aus ungefähr Fünfzig aktiven Fans.

### Rivalität
Die Fans von Jeonnam haben zurzeit zwei aktive Rivalen, zum einen die Pohang Steelers, zum anderen die Jeonbuk Hyundai Motors. Vereinsfreundschaften mit anderen Vereinen pflegt die Fanszene nicht.
- POSCO-Derby

Das POSCO-Derby ist ein Derby, welches seit den ersten Aufeinandertreffen der Dragons mit den Steelers im Jahr 1995 besteht. Beide Vereine gehören den Unternehmen POSCO, allerdings in unterschiedlichen Tochterunternehmen. Das Derby gilt für beide Vereine als brisant, da es in diesen Derby um das höhere Prestige geht. Auch beide Fanlager gelten deshalb als verfeindet.
- Honam-Derby

Das Honam-Derby ist ein Derby zwischen den Dragons und den Jeonbuk Hyundai Motors. Bei diesen Derby handelt es sich vor allem um ein Geografisches und Historisches Derby, da beide Vereine zu der Honam-Region gehören. Das Derby gilt daher als brisant. Beide Fanlager gelten außerdem als verfeindet miteinander.

## Erfolge

### Nationale Titel
| Pokalsiege (4) | Pokalsiege (4) | Pokalsiege (4) | Pokalsiege (4) |
| -------------- | -------------- | -------------- | -------------- |
| 1997           | 2006           | 2007           | 2021           |